# Moraea caeca
Moraea caeca là một loài thực vật có hoa trong họ Diên vĩ. Loài này được Barnard ex Goldblatt miêu tả khoa học đầu tiên năm 1976.